# Katarína Knechtová
Katarína Knechtová (ur. 14 marca 1981 w Preszowie) – słowacka wokalistka, gitarzystka oraz autorka tekstów. Znana w rodzimym kraju głównie z występów w formacji Peha.

## Życiorys
Knechtová urodziła się w Preszowie, gdzie uczęszczała do Gimnazjum im. Jána Adama Raymanna. Ukończywszy tę szkołę, studiowała przez jeden semestr filozofię. Odbyła siedmioletnią naukę gry na instrumentach klawiszowych, sama zaś nauczyła się grać na gitarze. Pierwsze kroki w muzyce stawiała w lokalnym zespole Prešovčatá (pol. „Preszowianki”).
Panna, ma młodszą siostrę o imieniu Veronika (ur. 1998).

## Kariera
Katarína Knechtová zadebiutowała na słowackiej scenie muzycznej w 1996 roku w zespole IMT Smile pod przewodnictwem Ivana Táslera. Rok później opuściła zespół razem z perkusistą Martinem Migašem, aby zasilić skład formacji Peha, którą w 1999 roku okrzyknięto objawieniem roku na Słowacji. Dwa lata później Knechtová otrzymała nagrodę Aurel w kategorii najlepsza wokalistka (w 2005 dostała ją ponownie). Jest również laureatką nagrody OTO 2007.
Choć sama jest autorką wielu tekstów, przyznaje, że „czołowym autorem” słów jej piosenek pozostaje Vlado Krausz.
W 2008 roku rozstała się z zespołem Peha i rozpoczęła karierę solową. Wydała 3 albumy. Od 2010 roku udziela się również – wraz z Janą Humeňanską i Petrą Humeňanską – w kapeli The Cubes.

## Dyskografia

### Z grupą IMT Smile
Klik Klak (1997)

### Z zespołem Peha
Niečo sa chystá (1999) 

Krajinou (2001) 

Experiment (2003) 

Deň medzi nedeľou a pondelkom (2005) 

Best of Peha (2006) 

### Podczas kariery solowej
Zodiak (2008) 

Tajomstvá (2012) 

Prežijú len milenci (2015)